# Cathédrale Sainte-Anne d'Apt
Cette ancienne cathédrale et basilique n’est pas la seule cathédrale Sainte-Anne ni la seule basilique Sainte-Anne.
La cathédrale Sainte-Anne d'Apt, placée durant tout le Moyen Âge sous le double patronage de Notre-Dame et saint Castor,, est la cathédrale de l'ancien diocèse d'Apt. Depuis 2009, elle est le siège de l'évêque titulaire d'Apt. Située dans la ville d'Apt, elle est classée monument historique depuis 1846,. C'est l'une des plus anciennes églises d'Occident à avoir mis en honneur le culte d'Anne, l'aïeule du Christ. Déjà, au cours du XIIe siècle sa fête y était célébrée le 26 juillet au cours d'un office à neuf leçons. Son culte s'établit définitivement au XIVe siècle.  
Urbain V, dès 1370, fit rajouter dans son Missel une messe en son honneur avec une miniature de la sainte et Urbain VI l'étendit à toute l'Église, en 1382, lors du mariage de Richard II avec Anne de Bohême. Enfin Grégoire XII, par une bulle du 1er mai 1584 fixa sa fête au 26 juillet. 
Une partie de ses reliques que les traditions disent avoir été rapportée d'Orient par Marie Salomé et Marie Cléophas, les nièces d’Anne, accompagnées de Marie Madeleine, Lazare, Marthe, Sidoine, Maximin et quelques autres au Ier siècle, ou par des chevaliers croisés à partir de la fin du XIe siècle, y est toujours vénérée. Et celles qui se trouvent en Bretagne à Sainte-Anne-d'Auray et Sainte-Anne-la-Palud, à Paris, en Italie ou au Québec proviennent d'Apt. Son culte au XVIIIe siècle était devenu si populaire que la ville changea de nom. Le courrier n'était plus posté pour Apt mais pour « Sainte-Anne d'Apt ». Une lettre datée de 1774 est adressée « À Monsieur le Maire de Saintanadat, à St. Anadat » et sur une autre postée en 1783 l'intitulé est « À Monsieur Sylvestre, juge de Gordes, à Sant-Anna d'Apt ».
Cette cathédrale, qui porte toujours son titre en tant que siège d'un ancien diocèse, a été classée au rang de basilique mineure en 1867 par Pie IX puis à celui de « basilique du prince des apôtres » le 9 décembre 1880 par Léon XIII.

## Historique

### Antiquité
Les différents actes du cartulaire de l'Église d'Apt et les fouilles archéologiques ont mis en évidence les premiers lieux d'inhumation et de réunion de la première communauté chrétienne d'Apta Julia. Situés hors les murs, ils jouxtaient la Via Antiqua Massiliensis, l'entrée du vallon de Rocsalière, au sud-ouest de la ville antique. Sur cette Terra Sanctuaria, la plus ancienne nécropole chrétienne d'Apt avec ses sarcophages du IIIe siècle, se trouvaient une église dédiée à Paul et un baptistère à Jean le Baptiste. 
Cette première cathédrale paléochrétienne et la cité furent détruites entre 260 et 280 par une invasion franque. Au début du IVe siècle, ce groupe cathédral Saint-Paul / Saint-Jean fut déplacé intramuros. Les fouilles ont permis d'apprendre que cette seconde cathédrale (16 m × 10 m) avait été construite sur le podium d'un temple dont elle avait réutilisé les colonnes, qu'elle comprenait une galerie centrale flanquée de deux collatéraux et que son emplacement se situait entre le Théâtre et le grand axe est / ouest de la cité Julienne. Si le nom de l'évêque reste inconnu, on sait qu'au premier concile d'Occident, tenu à Arles en 314, l'Église d'Apt fut représentée par le prêtre Romanus et l'exorciste Victorius.
Il fallut attendre le synode de Nîmes, en 394, pour voir apparaître la signature du premier évêque historique d'Apt en la personne d'Octavius. Sa cathédrale se situait exactement sous l'emplacement de l'actuelle dédiée à sainte Anne et ce fut cette deuxième cathédrale que Castor consacra à la Beata Maria, au cours du siècle suivant et très certainement après les décisions du concile d'Éphèse, en 431. Au Ve siècle, on connaît mieux l'existence de l'évêché d'Apt, grâce à des textes de saint Jean Cassien, abbé de Saint-Victor de Marseille, écrits à la demande de Castor d'Apt. À côté du nouveau baptistère, sis sous l'actuelle Tour de L'Horloge et qui resta en service jusqu'au XVIe siècle, l'évêque fit construire un oratoire sous le vocable du Saint-Sauveur. Ce fut là, qu'à sa demande, il fut inhumé.
Ultérieurement des évêques aptésiens assistèrent à plusieurs conciles, dont Julius à Riez, en 439, et Clémentius à Orléans, en 549. Puis les grandes invasions burgondes, wisigothes ou ostrogothes, peuples qui se réclamaient de l'arianisme, mirent à bas l'héritage romain. Ce fut ensuite au tour des Lombards descendus des Alpes de ravager le pays d'Apt en 574. Entre l'évêque Innocentus, qui assista au concile de Paris en 614, et Trutbert, qui fut présent au plaid de Sermorens, en 853, aucun document n'existe prouvant la présence d'un évêque à Apt.

### Grandes invasions
Le cartulaire de l'église d'Apt, même si son premier acte est daté de 835 relate un certain nombre de faits parfaitement connus par ailleurs. En particulier, il fait état des raids menés par les Sarrasins entre 731 et 739 puis à l'intervention des Francs de Charles-Martel qui suivit. Un siècle plus tard, un acte de Louis l'Aveugle, roi de Provence, indique qu'en 896, une nouvelle incursion des Sarrasins avait anéanti la cité et sa cathédrale. 

Cancels carolingiens, uniques vestiges de la cathédrale détruite en 896
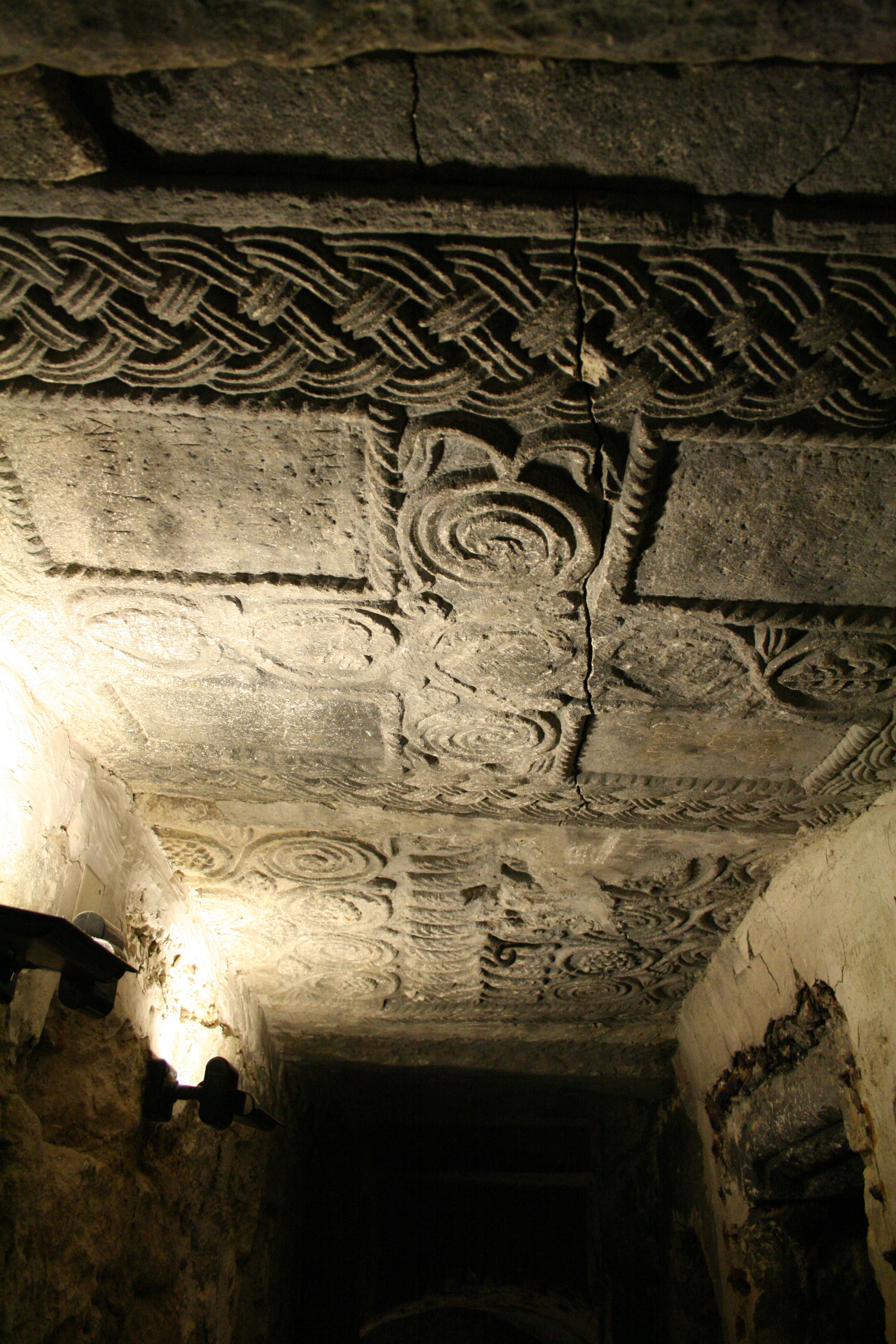
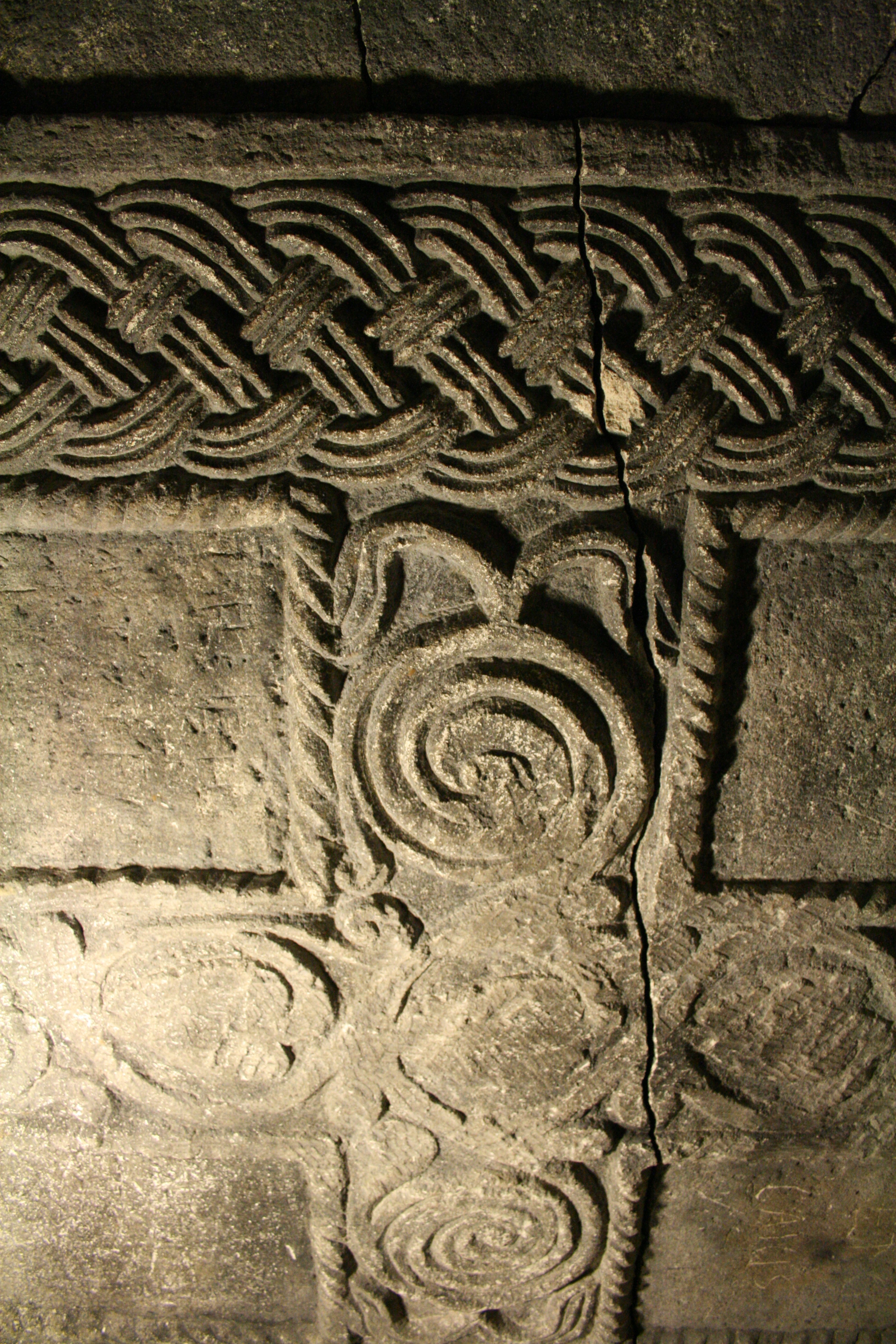

Vers 975, la destruction avait été telle que l'évêque Nartlod dut déplacer son siège et s'installer dans l'église Saint-Pierre de l'autre côté de la ville. Cette troisième cathédrale qui jouxtait l'actuelle place Saint-Pierre subsista jusqu'au XVe siècle et ce fut là, dans ce nouveau siège épiscopal dédiée à sainte Marie, saint Pierre et saint Castor, que, le 4 août 991, l'évêque Teudéric octroya une charte à ses douze chanoines consacrant la fondation d'un chapitre cathédral,.   
Il fallut attendre 973 et la capture de dom Mayeul, abbé de Cluny, dont la famille était originaire du pays d'Apt, pour voir chasser les Sarrasins. 
Deux ans plus tard, la vie pouvait reprendre son cours et le pagus Aptensis commença à se couvrir de castrii, ponts, églises et chapelles. Il fut dès lors question de faire regagner à la cathédrale son siège historique. Mais les ruines de Sainte-Marie et Saint-Castor étaient telles que l'évêque Étienne renonça à les faire déblayer. Mais en 1038, il délaissa la cathédrale Saint-Pierre et alla s'installer au Bourg. Il y fit bâtir une nouvelle église pour l'évêché, sur l'emplacement de l'actuelle sous-préfecture, et il dédia cette quatrième cathédrale qu'il venait de faire édifier à Sainte-Marie Nouvelle. Elle surmontait une crypte à trois nefs dans laquelle l'évêque fut inhumé mais fut démolie au XVIIIe siècle lors de la construction du Palais épiscopal.

### Moyen Âge
Ce fut Alfant, Aufant, dit d'Agoult, son successeur qui décida le 27 juin 1056 de reconstruire la vieille cathédrale Sainte-Marie-et-Saint-Castor sur son emplacement actuel. Ce nouveau groupe cathédral, dont l'église était à deux nefs, fut largement soutenu financièrement par les Agoult-Simiane. Le déblaiement des ruines se fit jusqu'au niveau des cryptes et fut l'occasion de l'invention des reliques d'Auspice qui fut dès lors considéré comme le premier évêque de l'église d'Apt. 
Les travaux de cette cinquième cathédrale n'étaient pas achevés lors de la visite d'Urbain II en 1096. Mais il est assuré qu'il séjourna à Apt du 1er au 6 août de cette année et qu'il dut consacrer les murs. Elle servit à nouveau au culte à partir de 1160, date à laquelle Sainte-Marie Nouvelle fut délaissée. De cette cathédrale du XIe siècle, il ne subsiste que le sol de la nef que les fouilles ont retrouvé deux mètres plus bas que le niveau actuel. 

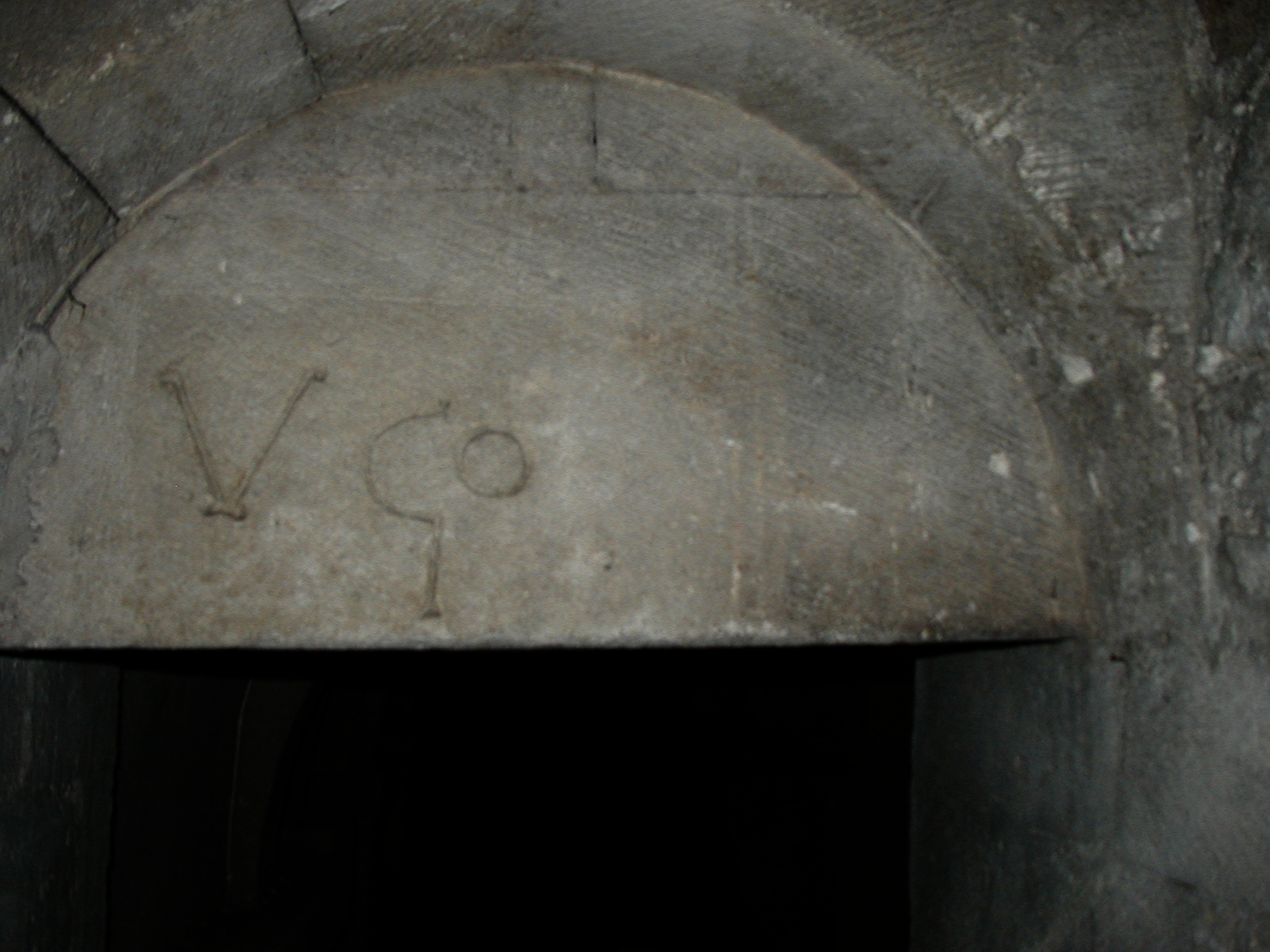
Signature lapidaire d'un des architectes de la cathédrale datée du troisième quart du XIIe siècle.

Une nouvelle cathédrale — la sixième — fut entièrement reconstruite au cours du XIIe siècle sous les épiscopats de Guilhem/Guillaume Ier (1158-1162) et de Peire/Pierre de Saint-Paul (1162-1182). Grâce à une signature lapidaire sur un des linteaux de la crypte supérieure, on sait qu'un des architectes et appareilleurs fut Hugues, dit VGo et une analyse attentive de son style par Paul-Albert Février a décelé une influence architecturale venue d'Orient : 

« Dans le vaisseau nord de la cathédrale d'Apt, au XIIe siècle, les acanthes tracées sur la moulure qui court à la naissance de la voûte se recourbent comme touchées par le vent : et je ne peux m'empêcher de penser à ces chapiteaux byzantins quasiment contemporains de ceux à tête de béliers ou à aigles qui sont arrivés en Occident et qui ont leur descendance dans les cloîtres du midi. »

En 1179, Pierre de Saint-Paul transféra les reliques de Castor dans la nouvelle crypte de « Sainte-Marie du Siège », puis de nouveaux travaux furent mis en chantier pour le bas-côté méridional sous les épiscopats de Guiran de Viens (1186-1193) et de Geoffroy (1208-1221). Ce collatéral sud comporte les traces de trois grandes campagnes de travaux qui se sont échelonnées du milieu du XIe siècle au début du XIIIe siècle. En 1272, l'évêque Raimond Centullion consacre les deux autels de la Vierge et de saint Jean.
Il fallut attendre le XIVe siècle et l'épiscopat de Hugues de Bot pour de nouveaux aménagements. En 1313, l'évêque fit ajouter une nef septentrionale afin qu'elle servit de sépulture aux membres de sa famille originaire de Saignon. Un demi-siècle plus tard, les ruines de la cathédrale paléo-chrétienne dédiée à saint Paul, à l'entrée du vallon de Rocsalière, furent déblayées par décision du Conseil de Ville d'Apt, en date du 13 avril 1366, afin de réemployer ces pierres à la construction de nouvelles tours pour épauler les remparts.

### Renaissance
De nouvelles modifications eurent lieu au milieu du XVIe siècle à l'issue d'un jubilé de cinq ans qui avait été accordé, en 1534, à César Trivulce, l'évêque d'Apt. Des indulgences étaient obtenues pour tous les fidèles qui visiteraient la cathédrale et vénéreraient les reliques de l'aïeule du Christ. Il y eut une telle affluence qu'une partie de leurs dons fut affectée, à consolider la voûte, à réaliser un nouveau frontispice pour la grande porte et à faire installer de nouvelles orgues.

### Période moderne

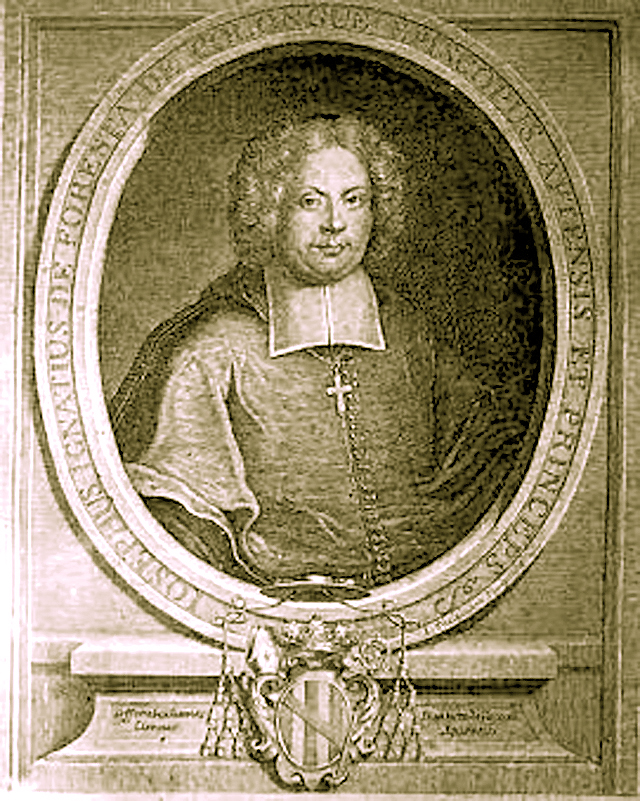
Joseph-Ignace de Foresta.

En 1643, l'évêque d'Apt Modeste de Villeneuve-Arcs, le chapitre cathédral et les Consuls de la ville décidèrent de faire édifier une nouvelle chapelle en l'honneur de sainte Anne. Une tradition sans fondement en attribuait la conception à François Mansart, on sait maintenant que son auteur est le grand architecte avignonnais François de Royers de la Valfenière. Commencés en 1643, un temps suspendus par des problèmes de trésorerie, les travaux furent réactivés en 1660 en suite de la visite de la reine-mère de France Anne d'Autriche, venue à Apt le 27 mars 1660 pour remercier sa sainte patronne de lui avoir permis d'être mère. Son pèlerinage accompli, elle fit don de reliquaires en or à l'évêque Modeste Villeneuve des Arcs qui l'avait accueillie et l'incita à faire poursuivre ce qui est aujourd'hui devenu la « chapelle royale ». Mais le don royal promis n'arriva jamais, vraisemblablement détourné par un dignitaire de la Cour. L'évêque combla le déficit et la chapelle fut finalement consacrée le 26 juillet 1664.
Il dut, en même temps, y avoir une restauration de la crypte supérieure puisque lors de sa visite pastorale le 12 mars 1673, l'évêque Jean de Gaillard constata que celle-ci apparaissait « en aussy bon estat que sy n'avoit esté faicte deouis quelques années ».
Vers 1721, sous l'épiscopat d'Ignace de Foresta, le Chapitre et le Conseil de Ville décidèrent conjointement de faire effectuer les derniers grands travaux dans la cathédrale. Ils consistèrent en la restauration de la grande nef et exhausser la voûte.
Apt et sa cathédrale restèrent le siège d'un évêché jusqu'à la Révolution française. Lors du concordat de 1801 le diocèse fut supprimé et réparti entre les diocèses d'Avignon et de Digne.

### Période contemporaine
Au milieu du XXe siècle, sous les municipalités Jouve et Jean, une campagne de restauration a permis au collatéral sud de retrouver son aspect initial et de placer un autel roman dans l'abside.

## Description

### Les extérieurs
Le mur extérieur sud comme le prouve une arcature, aujourd'hui occultée, s'ouvrait entre le cloître et les cryptes. Des anciennes baies, à l'est et à l'ouest du porche de la tour de l'Horloge, éclairaient cette façade. Placées peu au-dessus du sol exhaussé, trois enfeus — anciennes sépultures de notables — datés des XIIIe, XVe et XVIe siècles signalent encore l'ancien cimetière jouxtant l'oratoire Saint-Sauveur. 

Les enfeus
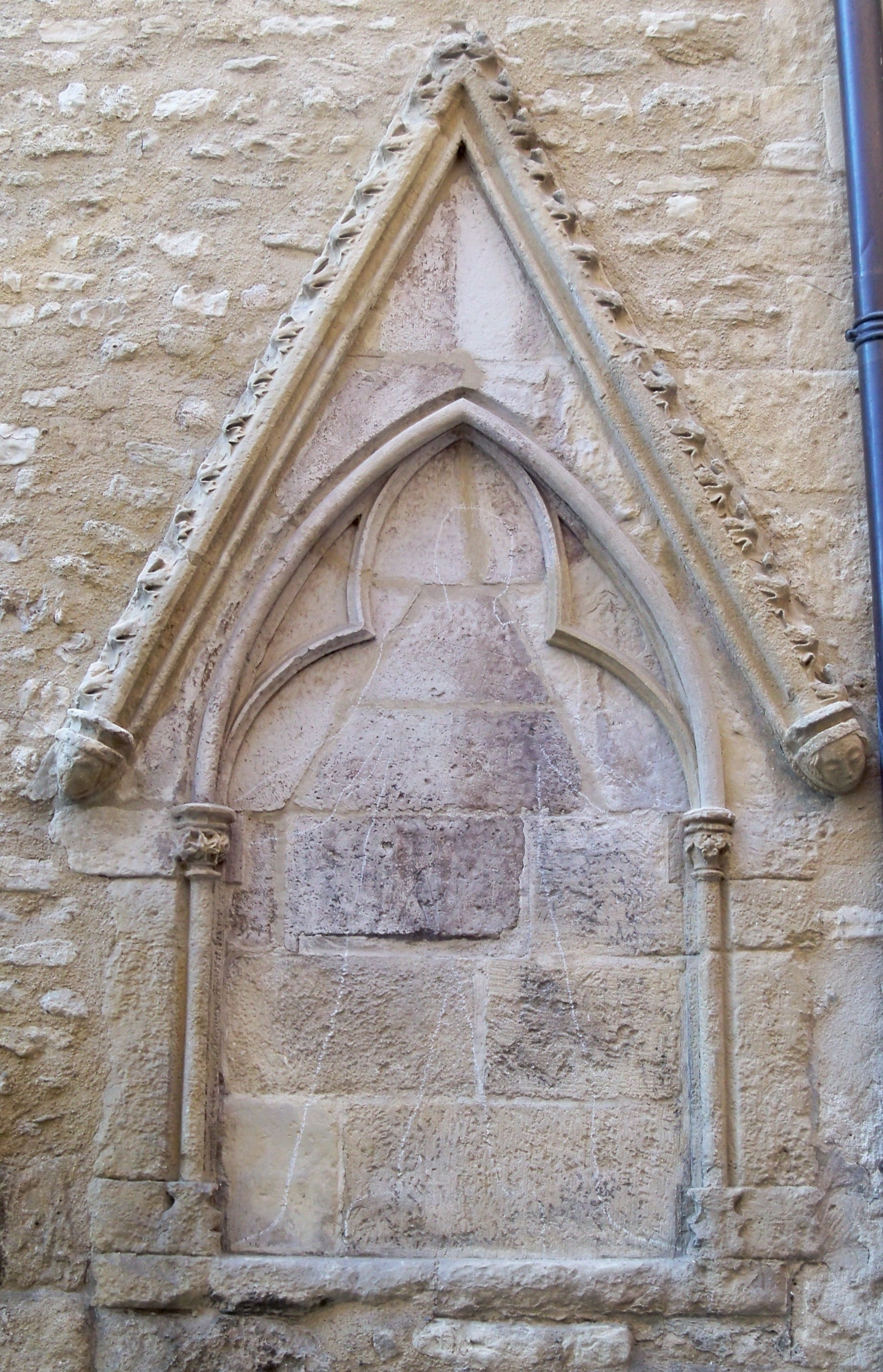
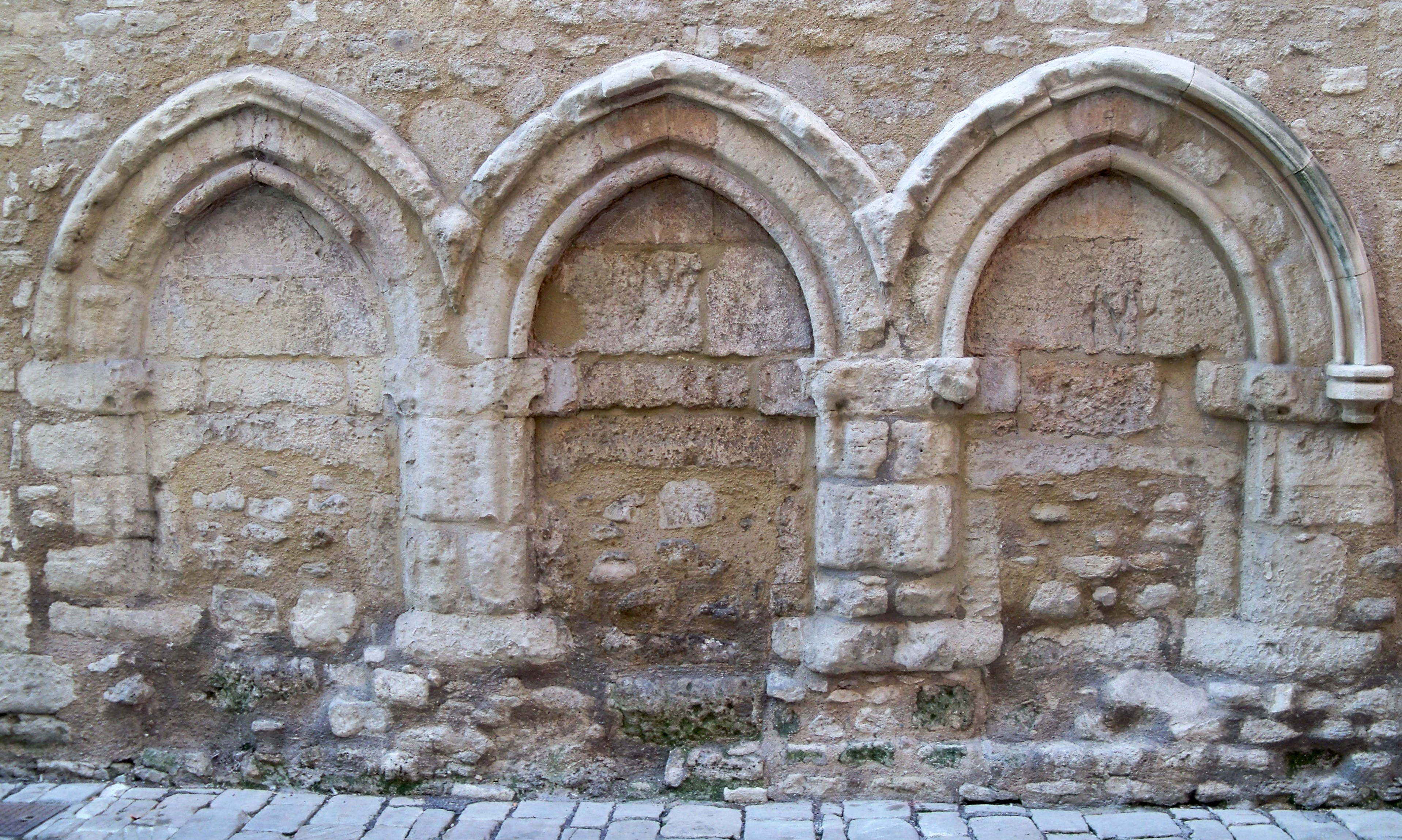
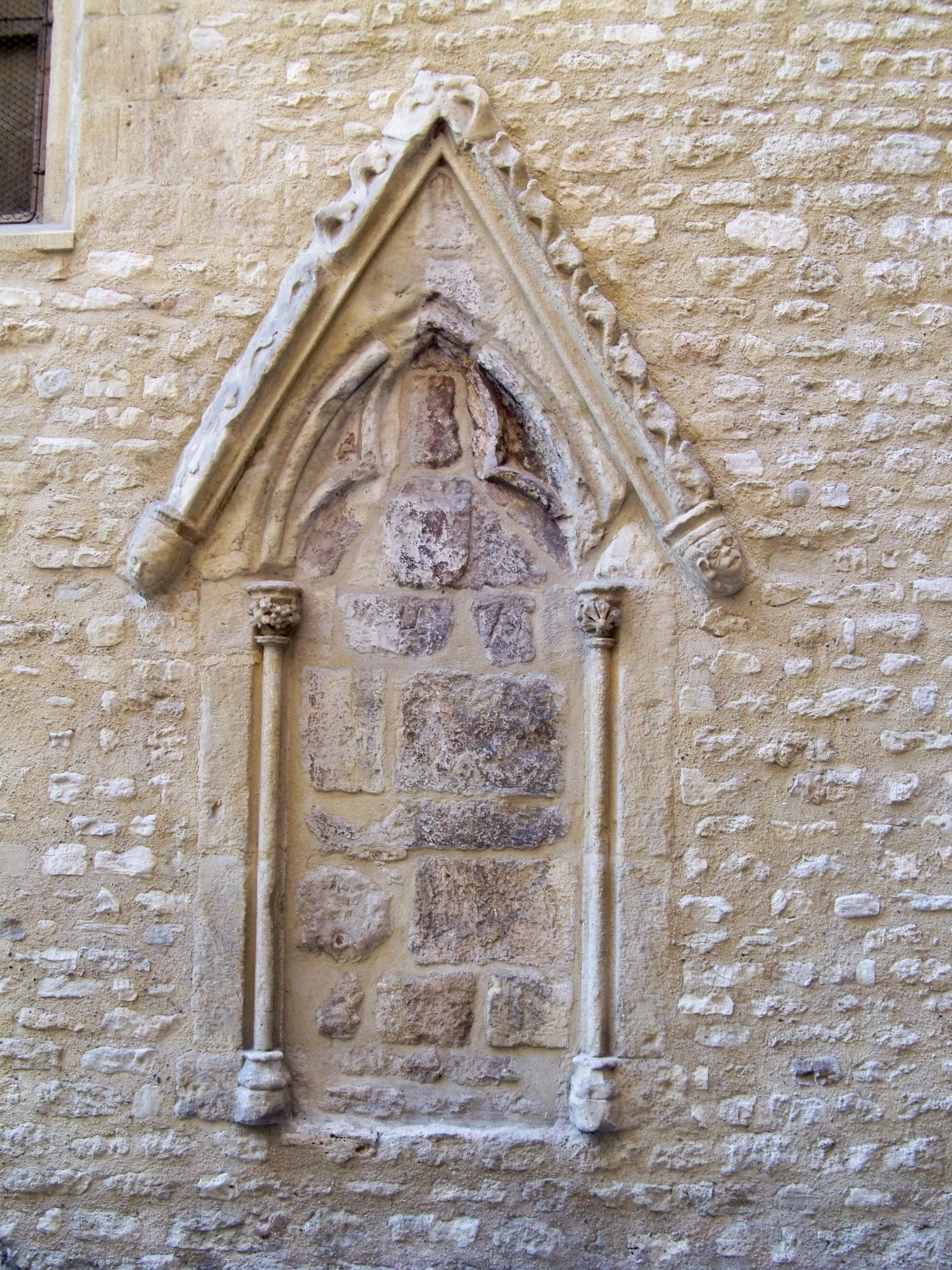

Détails des sculptures des enfeus
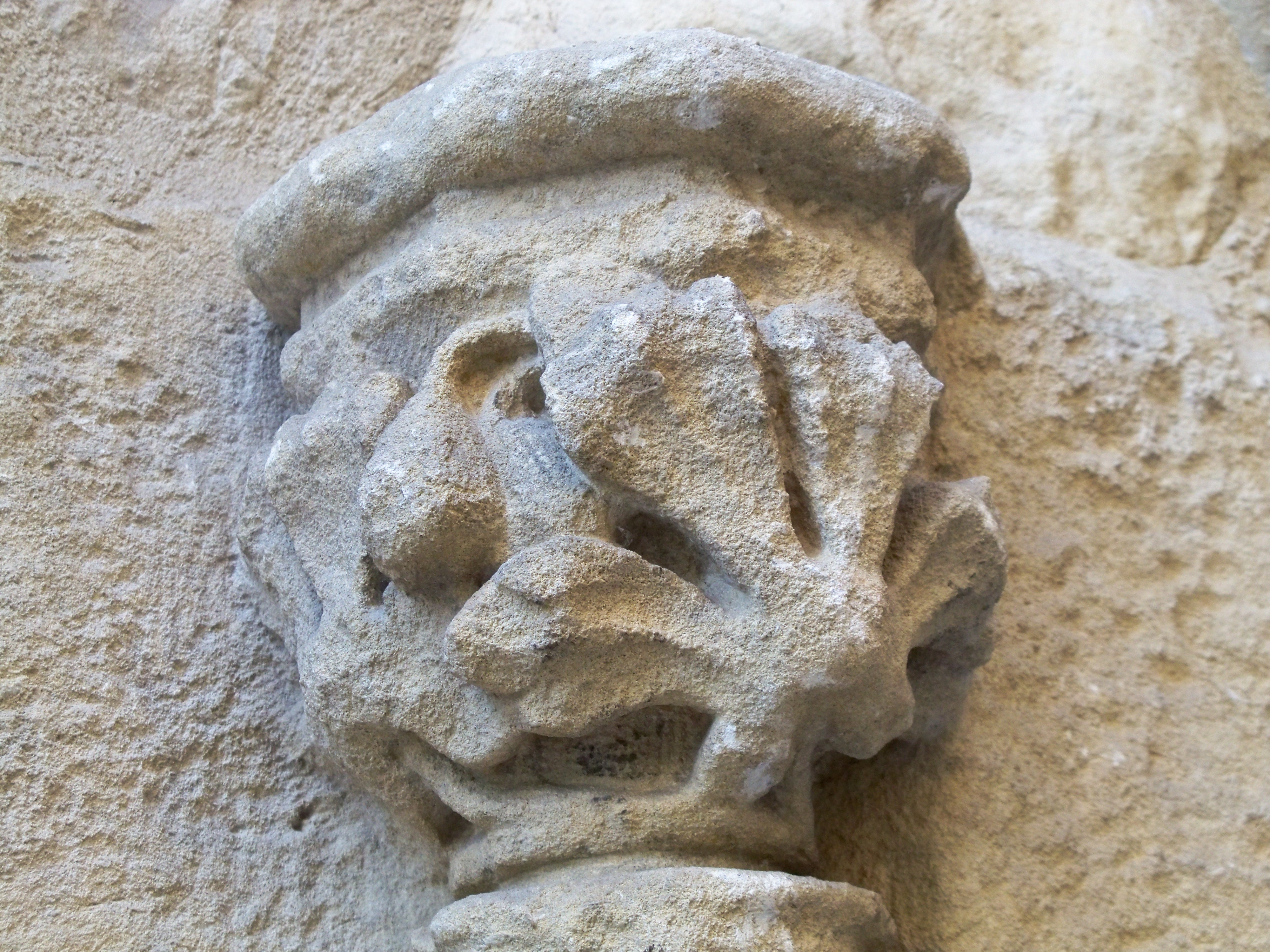
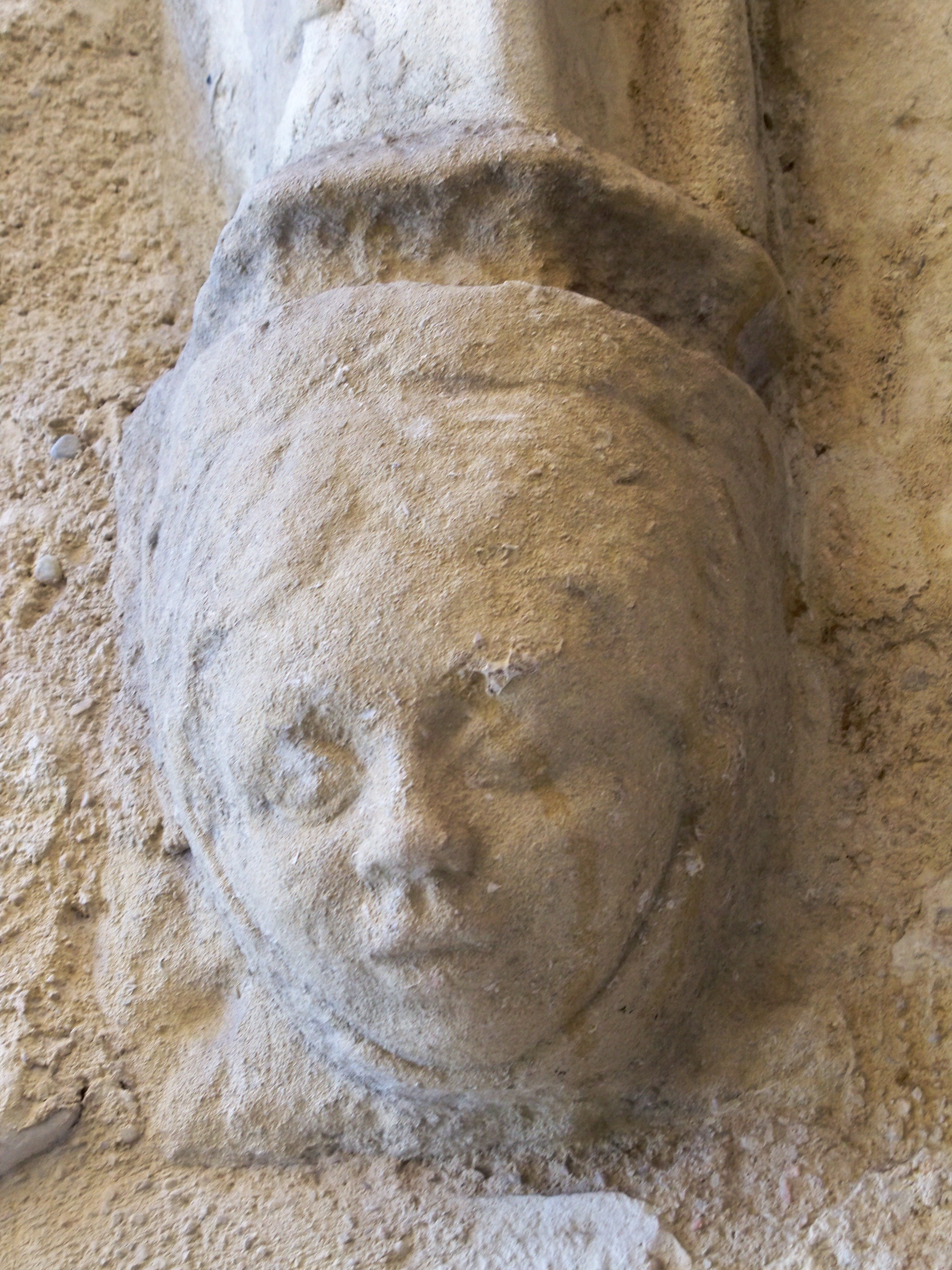
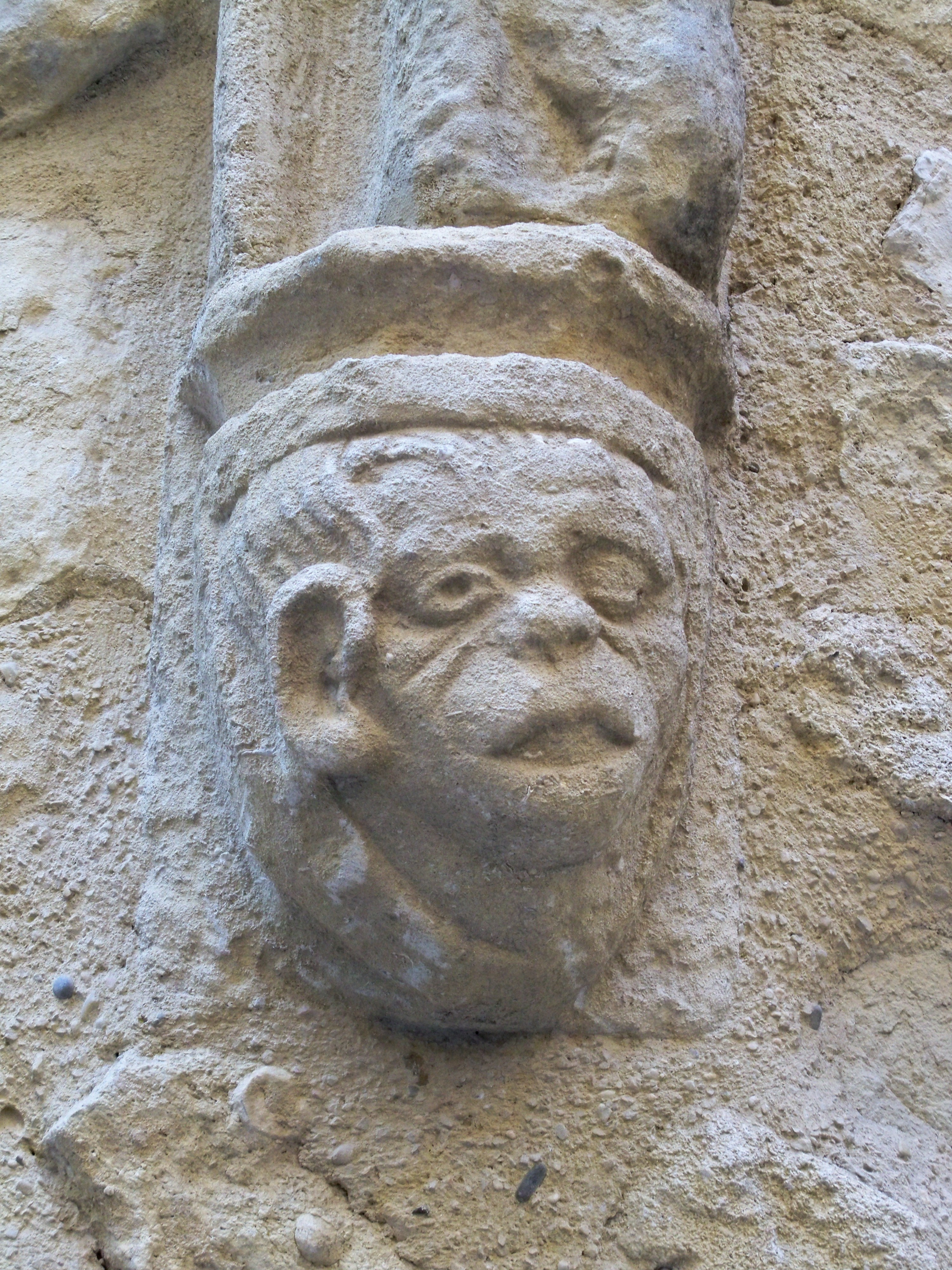
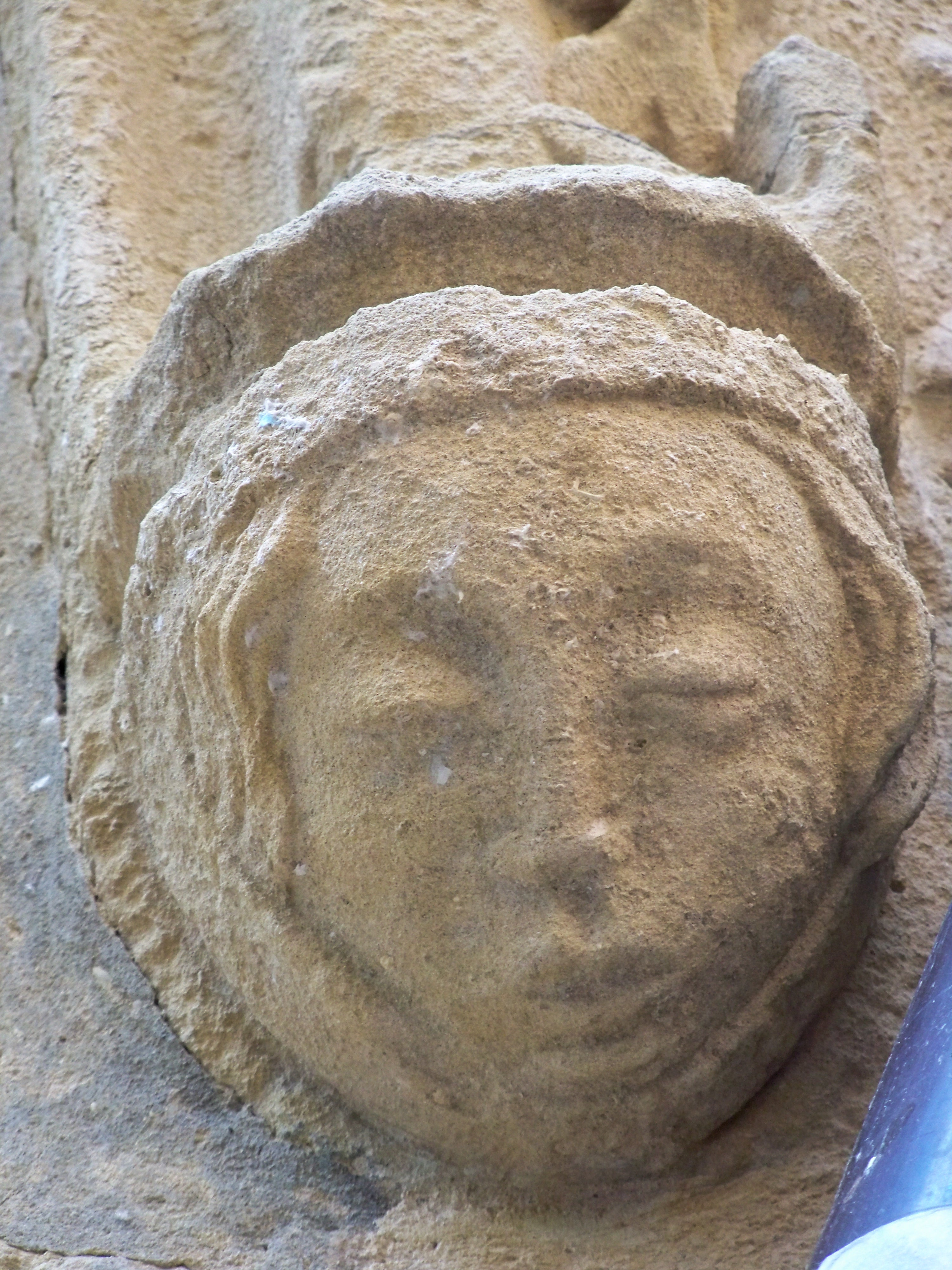
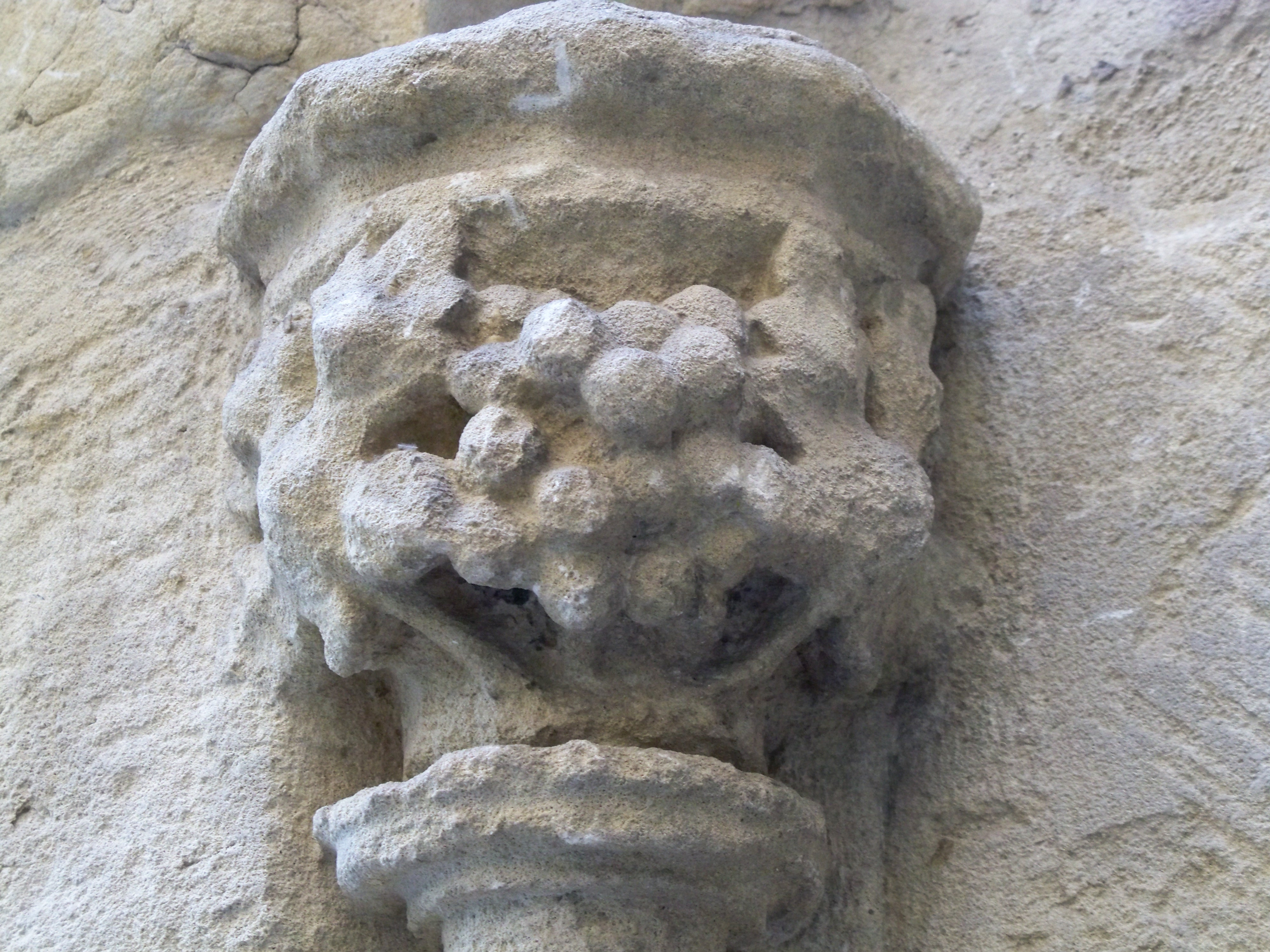

La façade occidentale primitivement romane s'est considérablement élargie vers le nord, au fur et à mesure des divers agrandissements de l'édifice. Elle atteint aujourd'hui 42 mètres de large, ce qui fait de cette façade une des plus larges parmi les cathédrales de la moitié méridionale de la France (Bourges : 45 mètres). La profondeur ou longueur externe de la cathédrale ne fait que 50 mètres. Au sud, la façade romane correspond aux nefs centrale et méridionale et mesure 20 mètres. Au centre, la portion gothique ajoutée au XIVe siècle et correspondant à la nef nord, a été partiellement recouverte au nord par la façade du XVIIe siècle, et mesure 4 mètres. Enfin au nord, la partie classique de la façade, construite au XVIIe siècle et correspondant à la chapelle Sainte-Anne, mesure quelque 18 mètres de large.
L'entrée actuelle est flanquée de deux colonnes à fûts lisses couronnées de chapiteaux composites où se retrouvent des feuilles d'acanthe et des volutes. Elle est surmontée d'un entablement à deux niveaux, l'architrave étant sommée d'une corniche à denticules. Deux pots à feu encadrent une niche à fronton triangulaire. À droite du portail, une baie gothique éclaire la nef romane une croix datée de 1805 dont le Christ fut fondu ultérieurement par les hauts-fourneaux de Rustrel, en 1851.

### Le clocher roman

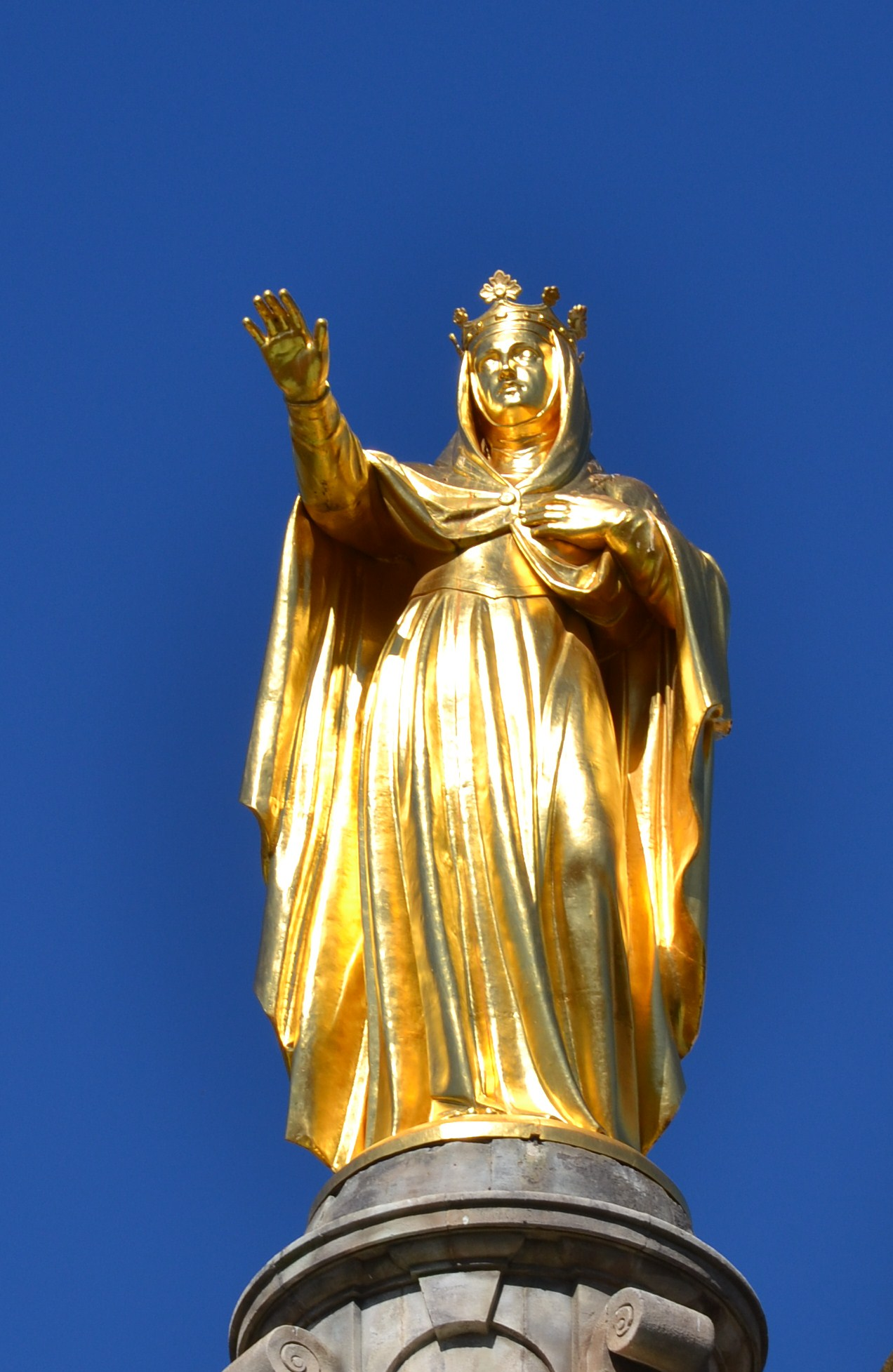
Statue sur le dôme de la chapelle royale.

Érigé sur la croisée de transept, il est quadrangulaire. Son étage unique est coiffé d'une toiture pyramidale surbaissée. Quatre baies géminées par de petits pilastres s'ouvrent sur chaque façade tandis qu'aux angles et au centre huit colonnettes à chapiteaux s'appuient sur la corniche qui ceinture la flèche.
Le clocher abrite cinq cloches, utilisées pour les offices. Ces cloches ne sont pas électrifiées et sont sonnées manuellement avec des cordes, ce qui est rare pour une cathédrale.

### Le dôme
Il somme la chapelle royale et est recouvert de plaques de cuivre. La statue, en bronze doré, qui le surmonte est l'œuvre de Joseph-Elzéar Sollier, sculpteur aptésien, et elle a été fondue à Paris en 1877.

### L'église
Au début de la construction, il n’y avait que deux nefs romanes de trois travées, orientées est-ouest comme il se doit, et séparées par de grandes arcades en plein cintre reposant sur de fortes piles. Au XIVe siècle, on ajouta, au nord de l'édifice primitif, une troisième nef, gothique et voûtée d'ogives, et pour ce faire on dut modifier profondément la nef centrale (ex-nef septentrionale).

### La crypte inférieure

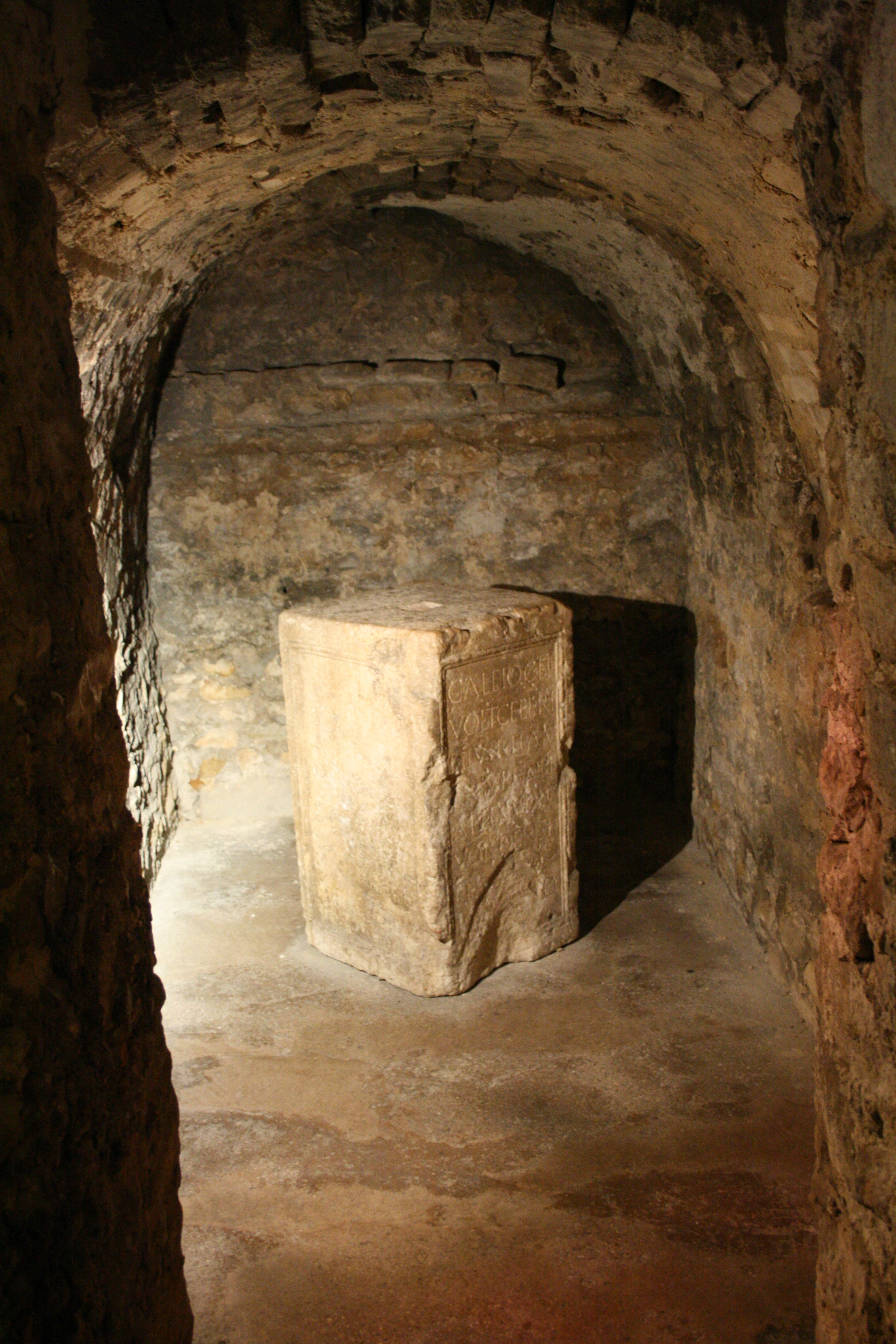
Crypte inférieure avec une base de statue d'époque romaine honorant Caius Allius Celer, flamine dApta Julia.

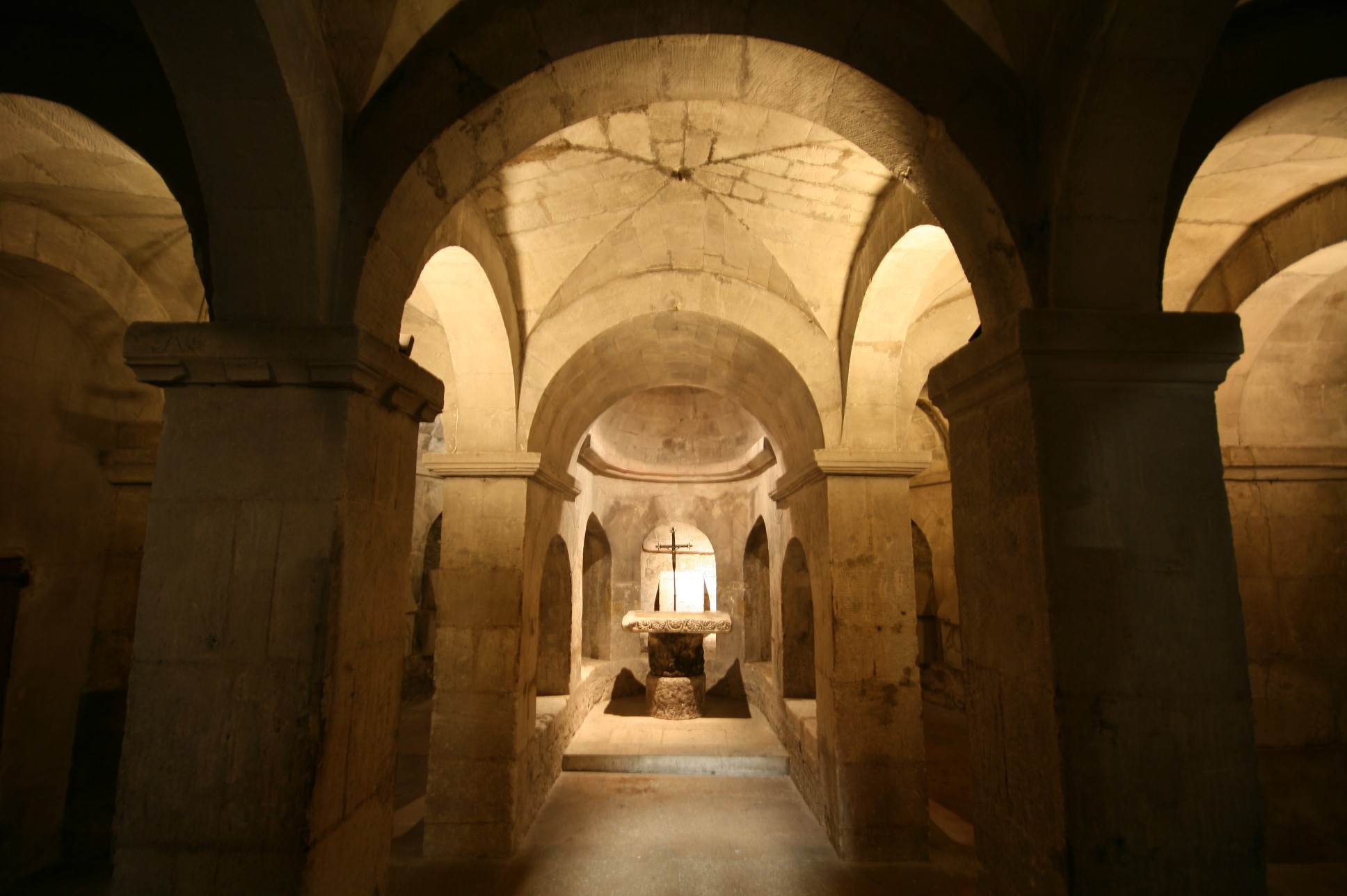
Crypte supérieure avec au centre l'autel monolithe provenant de l'ancienne cathédrale Saint-Pierre.

Elle correspond au tout premier sanctuaire chrétien qui se trouvait dans la ville antique. Cette crypte est composée d'une sorte de couloir étroit et long de 7,10 mètres qui donne accès à l'antique lieu de culte. Au centre est placée une inscription latine honorant C. Allius Celer, qui fut flamine d’Apta Julia. Dans la voûte un ombilicus, toujours visible, permettait aux fidèles de participer au culte depuis la crypte supérieure. 
Lors des travaux d'édification de la première cathédrale intramuros, furent percées dans les parois des niches, dont l'une est encore grillée, qui servirent de reliquaires. La tradition veut que se fut ici qu'eurent lieu les découvertes des reliques d'Auspice et d'Anne. Le plafond est orné de dalles récupérées de l'église carolingienne. Ce sont des chancels ornés d'entrelacs, de fleurs et de fruits où domine le raisin. Ils sont entaillés de graffitis d'époque. Très remaniée, cette crypte paraît datable plus de l'époque mérovingienne que de la période gallo-romaine.

### La crypte supérieure
Située au niveau du sol de la cité antique et sous le transept de l'église du XIe siècle dont elle est contemporaine. Ses accès latéraux d'origine ont été remplacés par escalier central construit en 1861. À partir de là, un déambulatoire, couvert d'une voûte en berceau en plein cintre, soutenue par des arcs doubleaux qui s’appuient sur des impostes non décorées, ceinture le centre de la crypte. Elle est constituée d'un petit chœur couvert d'une voûte en cul-de-four, séparé du déambulatoire par un mur percé de cinq arcades. Au centre, l'autel tabulaire et monolithique, reposant sur un élément antique, date du VIIIe siècle, et provient de l'ancienne cathédrale Saint-Pierre. 
Sur le pourtour extérieur, dans les arcades, le long du mur, se trouvent des sarcophages du XIIIe siècle dans lesquels ont été rassemblés les ossements des fidèles s'étant fait inhumer sous le dallage de la cathédrale. Sur les piliers, côté chœur, une inscription mutilée lors de la « restauration » de 1861 rappelle la consécration de la crypte. On y lit encore : AHNC CRIPTAM SCAM [...]NC CRIPTAM SAG.... Dans la partie méridionale se trouve la sépulcre de Jean-Baptiste de Vaccon, évêque d'Apt (1723-1751), et sur le linteau de l'ancien accès l'inscription VGo, signant l'œuvre de cet architecte et appareilleur de la crypte. 

### Le collatéral sud
Adjoint à la nef centrale au XIe siècle, il a conservé intégralement sa structure romane. Elle est coiffée d'un berceau en plein cintre, soutenu par des arcs doubleaux. Cette voûte repose sur une frise sculptée composée de végétaux. Le bras sud du transept, dit Corpus Domini, précède l'abside, très dépouillée. Séparée de la nef par un berceau transversal doté de la même frise, sa baie centrale a été bouchée au XVIIIe siècle lors de la construction d'immeubles adossés. 
Dans l'abside a été placé un autel en marbre blanc des Pyrénées daté lui aussi du XIIe siècle. À l'origine, il desservait la nef centrale et ses niches étaient ornées de statuettes de bronze aujourd'hui disparues. Au cours du XIXe siècle, trois chapelles latérales avaient été installées dans ce collatéral. Celles dédiées à Marie et à Joseph ont été supprimées lors de la restauration de 1962. Il ne subsiste donc que celle du Saint-Esprit qui abrite les fonts baptismaux. Cette chapelle est ornée d'un tableau de Parrocel, intitulé La descente du Saint-Esprit. 

### La nef centrale
La nef centrale, totalement remaniée au XVIe siècle et au XVIIIe siècle, n'a pas conservé grand chose de sa construction romane initiale. Seule demeure, au-dessus de la sixième travée, une croisée de transept sur laquelle s'appuie le clocher roman. La nef a été surélevée de deux mètres et une voûte en croisée d'ogive a remplacé la voûte en berceau, ce qui a permis d'ouvrir de grandes fenêtres. L'abside, quant à elle, a été remplacée à la même époque et a fait place à un vaste chœur néo-gothique. Il accueille les stalles du chapitre. Elles ont été réalisées entre 1708 et 1710 par Antoine Nallein, ébéniste de Manosque qui reçut pour son travail 1 180 livres. 
La série de neuf tableaux qui y est exposée date du milieu du XVIIIe et représente la vie de la Vierge. Ces peintures sont l'œuvre de Christophe Delpech et A. Marron, originaires d'Apt. Au fond du chœur se trouve le « Vitrail d'Apt ». Ce fort beau vitrail, un des rares qui nous soit parvenus intacts du XIVe siècle, est l'œuvre du maître verrier Audibert Chacharelli. Commandité par Urbain V, qui le consacra lors de sa venue à Apt le 22 octobre 1365, il représente sainte Anne, la Vierge Marie et l'Enfant Jésus. 
Dans la nef, six autres tableaux, mettant en scène la vie du Christ, sont dus aux pinceaux des frères Delpech, Christophe et Pierre, élèves de Parrocel tandis que contre le premier pilier du bas-côté sud est présentée La sainte famille de Nicolas Mignard.
Les décorations de la cathédrale datent pour la plupart du XVIIIe siècle :
- buffet d'orgue, boiseries ;
- autel majeur en marbre ;
- statues en bois doré de saint Roch et saint Jérôme (fin du XVIIe).

Autres trésors artistiques que l'on peut admirer sur les piliers de la nef centrale :
- un tableau de Lelong du XVIIe représentant la Vierge portée par des anges, priant sur la tombe de sa mère, sainte Anne. La Vierge y est entourée des différents saints liés à la région.

### Le collatéral nord
Ajoutée au XIVe siècle, elle est gothique et voûtée d'ogives. Plusieurs chapelles latérales s'ouvrent au nord sur cette nef dont l'une a été recouverte d'une coupole ovale au XVIIIe.

### La chapelle Sainte-Anne

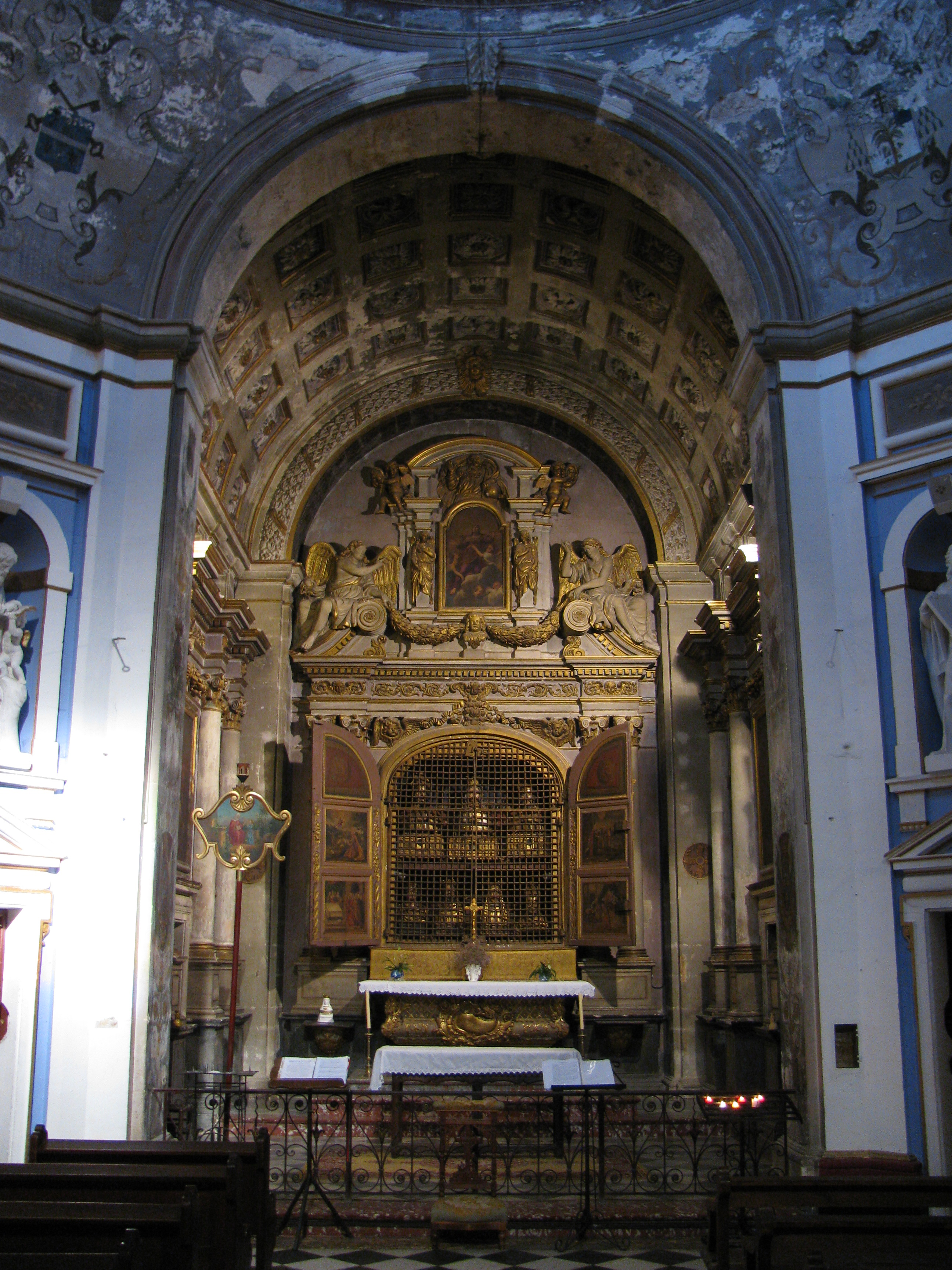
Intérieur de la chapelle royale Sainte-Anne.

La cathédrale se prévaut d'une tradition selon laquelle les reliques de sainte Anne auraient été amenées par saint Lazare, sainte Madeleine et les saintes Maries en Gaule. Après un séjour à Marseille, elles auraient été confiés à l'évêque Auspice d'Apt qui les met à l'abri dans un caveau appelé Antrum antiquum au milieu du IIIe siècle. Selon le récit de Jean de Nicolaï dans son bréviaire de 1532, les restes auraient été miraculeusement découverts pendant une grande cérémonie religieuse à laquelle assistait Charlemagne à Apt. L'empereur suit les indications de Jean, fils du baron de Caseneuve, aveugle, sourd et muet, entré en transes, et fait dégager par des ouvriers une crypte emmurée dans laquelle reposent les reliques dans un coffre de cyprès. Recouvert du « voile de sainte Anne ».  
Cette légendaire invention de reliques carolingienne s'appuie sur une correspondance manifestement apocryphe entre l'Empereur et le Pape, produite par les auteurs du XVIIe siècle. Les plus anciens témoignages relatant le culte et la présence des reliques de sainte Anne à Apt ne remontent pas au-delà du XIIe siècle (première mention dans un sacramentaire de cette époque). Ces reliques, comme tant d'autres, ont été probablement apportées à Apt au temps des Croisades, postérieurement à la première. Apt conserve spécifiquement les reliques du buste, celles des autres parties du corps ont été offertes à des souverains ou distribuées dans de nombreuses églises. 
La chapelle Sainte-Anne est la plus vaste des chapelles latérales de la cathédrale. Profonde de quelque 16 mètres, elle s'étend le long d'un axe perpendiculaire à la nef principale (au nord, c'est-à-dire à gauche juste après l'entrée ). Elle comprend une travée carrée à pans coupés, coiffée d'un tambour et d'une coupole, et prolongée par une vaste nef large et basse, elle-même couverte d'une voûte à caissons portée par un bel entablement reposant sur de vigoureux pilastres. 
Des circulations complexes assuraient l'accès des pèlerins aux reliques et au puits aux eaux miraculeuses, situé sous l'autel du fond de la nef. L'ensemble a été construit de 1643 à 1664 sur les plans de l'architecte avignonnais François de Royers de la Valfenière. Les sculptures du retable, incluant de grands anges allongés sur les volutes du fronton, sont dues à l'artiste aixois Jean-Claude Rambaud. Dans les pans coupés de la travée d'entrée se trouvent des niches abritant quatre statues des évangélistes. On y trouve aussi un monument édifié pour la Grande Guerre, une statue de sainte Anne et une autre de la Vierge. Le chœur possède aussi des statues des évêques d'Apt du XVIIe siècle, un bras reliquaire de sainte Anne, réalisé par Armand Caillet au XIXe, ainsi que divers autres trésors artistiques.

### L'orgue
L'orgue est construit en 1705 par le facteur Charles Boisselin en remplacement d'un précédent instrument placé près de l'entrée.
Le buffet est resté inchangé, au travers des maintenances, modifications et relevages de la partie instrumentale (la dernière en date est de 2013). Ce buffet est très proche d'aspect de celui de la cathédrale Notre-Dame de Saint-Paul-Trois-Châteaux (photo), ainsi que celui de l’abbatiale de Saint-Gilles du Gard (photo), réalisés par le même artisan. 
La tribune et le buffet sont inscrits aux Monuments Historiques depuis 1977.

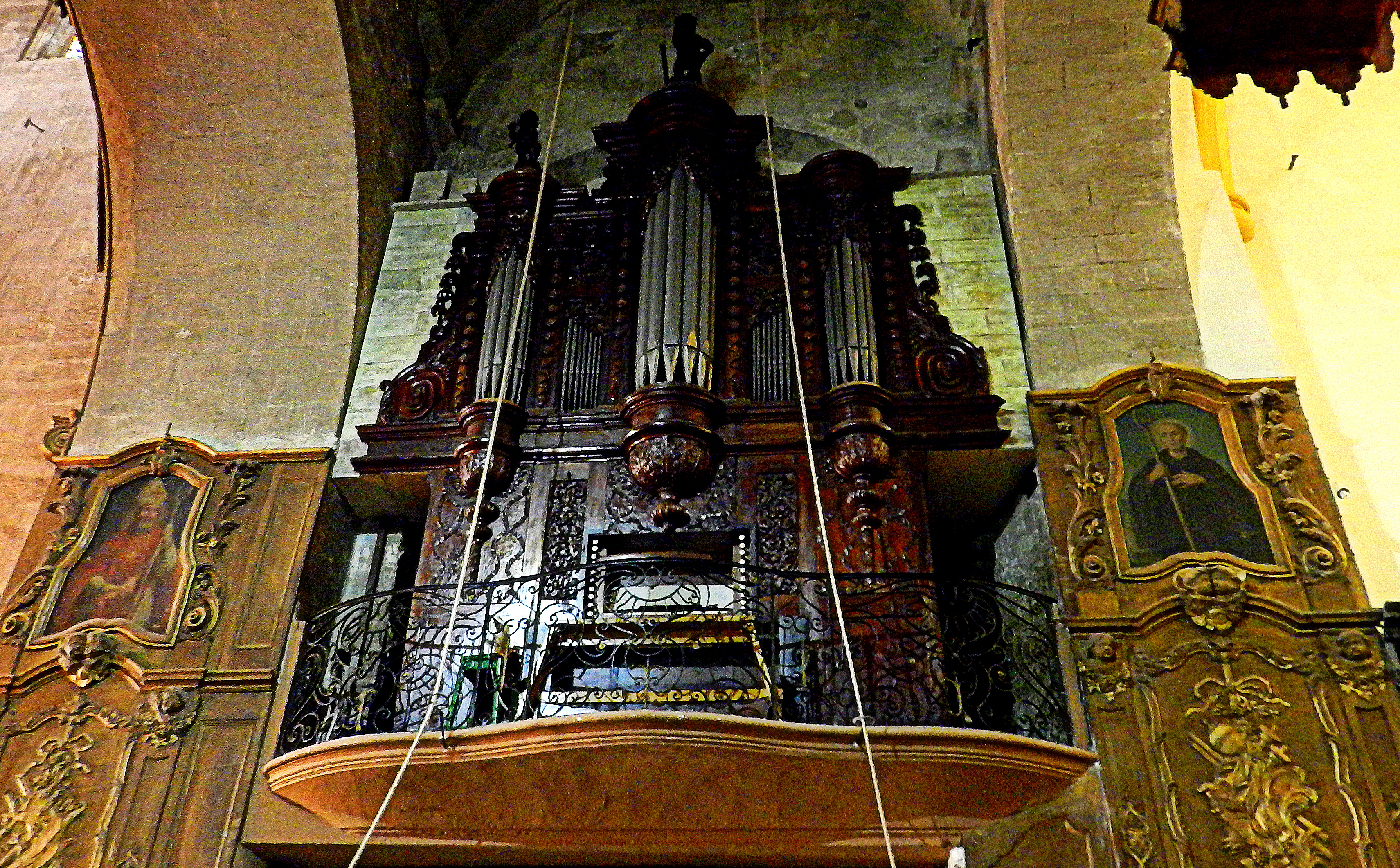
Orgue de la cathédrale.

Composition
| I - Grand-Orgue 54 notes |
| Montre 8'                |
| Bourdon 8'               |
| Prestant 4'              |
| Nazard 2 2/3'            |
| Doublette 2'             |
| Tierce 1 3/5'            |
| Fourniture III           |
| Trompette 8'             |
| Clairon 4'               |

| II - Récit 42 notes |
| Bourdon 8'          |
| Flûte 4'            |
| Hautbois 8'         |
|                     |
|                     |

| Pédale 32 notes |
| Soubasse 16'    |
| Flûte 8'        |
| Flûte 4'        |
|                 |

### Le trésor
Placé dans la sacristie de la chapelle Sainte-Anne, le trésor est composé du « Voile de sainte Anne », de la chasse dite de sainte Anne, du berceau de sainte Anne (daté du XIVe siècle), d'un coffret en ivoire, de deux coffrets de mariage et de manuscrits liturgiques.

### Autres œuvres
La sacristie possède de nombreuses toiles, notamment un cycle de la vie de sainte Ursule par le peintre avignonnais Philippe Sauvan (1698-1792).

## Tombeaux et reliques
- Reliques de saint Auspice
- Reliques de saint Martian
- Reliques de saint Castor d'Apt
- Reliques de sainte Anne
- Reliques de saint Joachim
- Voile de sainte Anne